# Боада (Саламанка)
Боада (ісп. Boada) — муніципалітет в Іспанії, у складі автономної спільноти Кастилія-і-Леон, у провінції Саламанка. Населення — 321 особа (2010).
Муніципалітет розташований на відстані близько 220 км на захід від Мадрида, 55 км на захід від Саламанки.
На території муніципалітету розташовані такі населені пункти: (дані про населення за 2010 рік)
- Боада: 317 осіб
- Порсьйонес: 4 особи

## Демографія
Динаміка населення (INE ):

## Зовнішні посилання
- Провінційна рада Саламанки: індекс муніципалітетів [Архівовано 23 квітня 2009 у Wayback Machine.]
- Посилання на Google Maps